# John McEwan Dalziel
John McEwen Dalziel  (16 de mayo de 1872 Nagpur, India británica - 21 de febrero de 1948 Chiswick (oeste de Londres, Inglaterra) fue un médico, explorador, botánico inglés. Ejerció como médico misionero en China de 1895 a 1902, más tarde se unió al "West African Medical Service" y trabajó como guarda forestal. En 1923 regresó a Londres donde trabajó en el herbario de los jardines de Kew y escribió, junto con John Hutchinson, Flora of West Tropical Africa. Participó de expediciones financiadas por el filántropo estadounidense Allison Vincent Armour (1925-1927).

## Algunas publicaciones
- john mcEwen Dalziel. 1916. A Hausa botanical vocabulary. Londres, 119 pp.

- john Hutchinson, john mcEwen Dalziel. 1927. Flora of West Tropical Africa . 651 pp.
- --------------------, -------------------------, ronald william john Keay. 1955. Glossary of botanical terms. Flora of tropical East Africa. 12 pp.

- john mcEwen Dalziel, john Hutchinson. 1955. The useful plants of West Tropical Africa: being an appendix to the Flora of West Tropical Africa 612 pp.

## Honores

### Epónimos
Género
- (Asclepiadaceae) Dalzielia Turrill[4]

Especies (48 registros)
- (Acanthaceae) Championella dalzielii (W.W.Sm.) Bremek.[5]

- (Ranunculaceae) Dichocarpum dalzielii (J.R.Drumm. & Hutch.) W.T.Wang & Hsiao[6]
- La abreviatura «Dalzier» se emplea para indicar a John McEwan Dalziel como autoridad en la descripción y clasificación científica de los vegetales.[7]